# Chloë Grace Moretz
Chloë Grace Moretz (Atlanta, 10 de fevereiro de 1997), é uma atriz norte-americana.
Começou sua carreira aos seis anos de idade, tendo participado dos filmes The Amityville Horror, (500) Days of Summer, Diary of a Wimpy Kid, Kick-Ass, Let Me In, Hugo e Dark Shadows. Em 2013 ela interpretou o papel título no filme Carrie, refilmagem do filme de mesmo nome lançado em 1976. Seu primeiro filme foi Heart of the Beholder.

## Biografia
Moretz nasceu em Atlanta, Geórgia. Sua mãe, Teri é uma enfermeira, e seu pai, Lee McCoy Moretz, é um cirurgião plástico. Os pais são divorciados. Moretz tem quatro irmãos mais velhos:. Brandon, Trevor, Colin e Ethan. Ela descreveu a família como "muito cristã". Um de seus irmãos, Trevor, é seu treinador de atuação e a acompanha em viagens e datas de imprensa quando os pais não são capazes de atender.
Moretz se mudou de Cartersville, estado da Geórgia, a Nova Iorque em 2002, com sua mãe e seu irmão mais velho, Trevor, pois ele foi aceito na Professional Performing Arts School, que foi o que lhe deu o interesse em atuar. Trevor  ensinou-lhe algumas das técnicas de atuação que ele aprendeu na escola. Quando Moretz percebeu o quanto ela gostou da atividade, a família decidiu participar de alguns testes para ver se ela poderia aplicar suas habilidades profissionais.

### Carreira

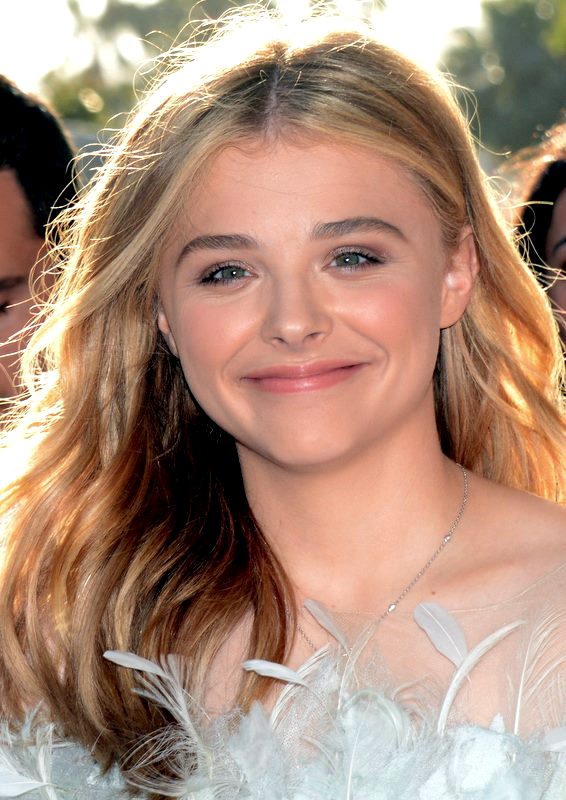
Em 2014, no Festival de Cannes

Moretz fez aparições na série The Guardian, como Violett e no filme para a TV The Family Plan. Aos oito anos de idade, participou no seu primeiro filme para o cinema, como Molly em Heart of the Beholder. Mas o sucesso de Chloë veio com a nova versão do filme The Amityville Horror, no papel de Chelsea Lutz, co-estrelando com Ryan Reynolds e Melissa George. Por este papel, foi indicada para o Young Artist Award. Este sucesso lhe proporcionou vários convites para participações em seriados de TV, incluindo dois episódios de Desperate Housewives.
Em 2006, Chloë reapareceu no cinema com o filme Big Momma's House 2, no papel de Carrie Fuller, além de atuar em Wicked Little Things e Room 6. Em 2008 atuou ao lado de Jennifer Lawrence em The Poker House, filme baseado na vida da diretora Lori Petty. Em 2010, Chloë atuou em Let Me In, onde interpretou a protagonista Abby. Em outubro de 2011 foi lançado Hugo, filme de Martin Scorsese. No filme Chloë interpreta Isabelle. Em 2010 ela também esteve em Kick-Ass. Em 2011 o diretor Tim Burtona escalou para interpretar Carolyn Stoddard em Dark Shadows. No filme Chloë contracena com Michelle Pfeiffer, Johnny Depp e Helena Bonham Carter.
Moretz atuou no clipe "Our Deal", da banda de indie americana Best Coast. O clipe surgiu de um projeto da MTV americana chamado Supervideos, que tem como objetivo unir Novos músicos, diretores e atores. "Our Deal" teve direção da atriz e diretora Drew Barrymore. O vídeo foi batizado de "West Sid Story", e foi inspirado no romance Romeu e Julieta; nele pode-se ver a briga entre duas gangues, com um visual hip hop dos anos 80. A "Julieta" é Moretz, e o "Romeu" é o ator Tyler Posey. O clipe ainda conta com participações de Donald Glover, Miranda Cosgrove, Shailene Woodley e Alia Shawnkat. O clipe também ganhou uma versão estendida de 11 minutos, que usa mais músicas da banda, ampliando a dramaticidade da trama.
Em março de 2012, Moretz esteve em The Drummer, um filme sobre os últimos seis anos da vida de Dennis Wilson, baterista do The Beach Boys. Ela atua ao lado de Aaron Eckhart, Rupert Grint e Vera Farmiga. Em 2013 Moretz interpretou o papel-título em uma re-adaptação de Stephen King, para o filme Carrie, dirigido por Kimberly Peirce, e reprisando seu papel na continuação de Kick-Ass 2. Em janeiro de 2013, Moretz foi escolhida para desempenhar a protagonista Mia na adaptação de Gayle Forman, Se eu ficar e em 2016, ela foi escolhida para o filme Brain on Fire. Desde então foi escalada para várias outras produções como O Protetor (2014), projeto no qual atuou ao lado de Denzel Washington, A 5º Onda (2016), baseado no livro de mesmo nome escrito por Rick Yancey, e November Criminals (2016), longa-metragem que conta com a participação de Ansel Elgort, que já atuou com Moretz no filme Carrie.
Embora esteja em uma fase movimentada de sua carreira, Chloë foi escalada para interpretar Ariel no remake de A Pequena Sereia mas rejeitou o papel argumentando que gostaria de ter um tempo para pensar em quais projetos deveria aceitar levando em conta seus objetivos e onde gostaria de chegar com sua profissão, em suma, estaria separando um momento para refletir sobre sua carreira e suas próximas escolhas.

### Vida Pessoal
Desde o final de 2018, mantém um relacionamento discreto com a modelo norte-americana Kate Harrison. Ficando noivas em 2024.

## Filmografia

### Cinema
| Ano  | Título                           | Papel                         | Nota       |
| ---- | -------------------------------- | ----------------------------- | ---------- |
| 2005 | Heart of the Beholder            | Molly                         |            |
| 2005 | The Amityville Horror            | Chelsea Lutz                  |            |
| 2005 | Operação Família                 | Jovem Charlie                 |            |
| 2005 | Hoje Você Morre                  | Garota do Hospital St. Thomas |            |
| 2006 | Big Momma's House 2              | Carrie Fuller                 |            |
| 2006 | Zombies                          | Emma Tunny                    |            |
| 2006 | Room 6                           | Melissa Norman                |            |
| 2008 | The Poker House                  | Cammie                        |            |
| 2008 | The Eye                          | Alicia Millstone              |            |
| 2008 | Bolt                             | Jovem Penny                   |            |
| 2009 | Not Forgotten                    | Toby Bishop                   |            |
| 2009 | (500) Days of Summer             | Rachel Hansen                 |            |
| 2010 | Kick-Ass                         | Mindy Macready / Hit-Girl     |            |
| 2010 | Diário de um Banana              | Angie Steadman                |            |
| 2010 | Let Me In                        | Abby                          |            |
| 2011 | Em Busca de um Assassino         | Pequena Anne Slinger          |            |
| 2011 | Hick                             | Luli McMullen                 |            |
| 2011 | Our Deal                         | Veronica                      | Videoclipe |
| 2011 | Hugo                             | Isabelle                      |            |
| 2012 | The Drummer                      | Jennifer Wilson               |            |
| 2012 | Dark Shadows                     | Carolyn Stoddard              |            |
| 2013 | Kick-Ass 2                       | Mindy Macready / Hit-Girl     |            |
| 2013 | Movie 43                         | Amanda                        |            |
| 2013 | Carrie                           | Carrie White                  |            |
| 2014 | Se Eu Ficar                      | Mia Hall                      |            |
| 2014 | The Equalizer                    | Teri / Alina                  |            |
| 2014 | Muppets Most Wanted              | Jornaleira                    |            |
| 2014 | Encalhados                       | Annika                        |            |
| 2014 | Clouds of Sils Maria             | Jo-Anne Ellis                 |            |
| 2015 | Lugares Escuros                  | Young Diondra                 |            |
| 2016 | Neighbors 2: Sorority Rising     | Shelby                        |            |
| 2016 | The 5th Wave                     | Cassie Sullivan               |            |
| 2016 | Brain On Fire                    | Susannah Cahalan              |            |
| 2017 | I Love You, Daddy                | China Topher                  |            |
| 2017 | November Criminals               | Phoebe "Digger"               |            |
| 2018 | The Miseducation of Cameron Post | Cameron Post                  |            |
| 2018 | Suspiria                         | Patricia Hingle               |            |
| 2018 | Red Shoes & the 7 Dwarfs         | Snow White (voz)              |            |
| 2018 | Greta                            | Frances McCullen              |            |
| 2019 | The Addams Family                | Wednesday Addams (voz)        |            |
| 2020 | Shadow in the Cloud              | Flight Officer Maude Garrett  |            |
| 2021 | Tom & Jerry                      | Kayla Montgomery              |            |
| 2021 | The Addams Family 2              | Wednesday Addams (voz)        |            |
| 2021 | Mother/Android                   | Georgia Olsen                 |            |
| 2023 | Nimona                           | Nimona                        |            |

### Televisão
| Ano           | Título                   | Papel         | Nota         |
| ------------- | ------------------------ | ------------- | ------------ |
| 2004          | The Guardian             | Violet        | 2 episódios  |
| 2005          | My Name Is Earl          | Candy         | 1 episódio   |
| 2006          | Desperate Housewives     | Sherry Maltby | 2 episódios  |
| 2006          | The Emperor's New School | Furi (voz)    | 1 episódio   |
| 2007          | The Cure                 | Emily         | 1 episódio   |
| 2007          | Dirty Sexy Money         | Kiki George   | 7 episódios  |
| 2007          | My Friends Tigger & Pooh | Darby (voz)   | 87 Episódios |
| 2010-2012     | 30 Rock                  | Kaylie Hooper | 3 episódios  |
| 2013          | American Dad!            | Honey (voz)   | 1 episódio   |
| 2015          | Mickey Mouse Clubhouse   | Boodles (voz) | 1 episódio   |
| 2022-presente | The Peripheral           | Flynne Fisher |              |

## Prêmios e indicações
| Prêmios e indicações                               | Prêmios e indicações | Prêmios e indicações                                    | Prêmios e indicações                                    | Prêmios e indicações |
| -------------------------------------------------- | -------------------- | ------------------------------------------------------- | ------------------------------------------------------- | -------------------- |
| Academy of Science Fiction, Fantasy & Horror Films | 2011                 | Melhor performance de jovem atriz                       | Let Me In                                               | Venceu               |
| Academy of Science Fiction, Fantasy & Horror Films | 2012                 | Melhor performance de jovem atriz                       | Hugo                                                    | Indicado             |
| Academy of Science Fiction, Fantasy & Horror Films | 2013                 | Melhor performance de jovem atriz                       | Dark Shadows                                            | Indicado             |
| Academy of Science Fiction, Fantasy & Horror Films | 2014                 | Melhor performance de jovem atriz                       | Carrie                                                  | Venceu               |
| Academy of Science Fiction, Fantasy & Horror Films | 2015                 | Melhor performance de jovem atriz                       | The Equalizer                                           | Indicado             |
| Alliance of Women Film Journalists                 | 2010                 | Performance mais brava                                  | Kick-Ass                                                | Indicado             |
| Alliance of Women Film Journalists                 | 2010                 | Melhor performance de novata                            | Kick-Ass                                                | Indicado             |
| Alliance of Women Film Journalists                 | 2010                 | Melhor atriz de ação                                    | Kick-Ass                                                | Indicado             |
| Alliance of Women Film Journalists                 | 2013                 | Melhor atriz de ação                                    | Kick-Ass 2                                              | Indicado             |
| Austin Film Critics Association                    | 2010                 | Artista revelação                                       | Kick-Ass                                                | Venceu               |
| Austin Film Critics Association                    | 2010                 | Artista revelação                                       | Let Me In                                               | Venceu               |
| Behind the Voice Actors Awards                     | 2015                 | Melhor performance vocal feminina                       | O Conto da Princesa Kaguya                              | Indicado             |
| Broadcast Film Critics Association Awards          | 2011                 | Melhor jovem atriz                                      | Kick-Ass                                                | Indicado             |
| Broadcast Film Critics Association Awards          | 2011                 | Melhor jovem atriz                                      | Let Me In                                               | Indicado             |
| Central Ohio Film Critics Association              | 2011                 | Atriz do ano                                            | Kick-Ass                                                | Indicado             |
| Central Ohio Film Critics Association              | 2011                 | Atriz do ano                                            | Diary of a Wimpy Kid                                    | Indicado             |
| Central Ohio Film Critics Association              | 2011                 | Atriz do ano                                            | Let Me In                                               | Indicado             |
| Central Ohio Film Critics Association              | 2011                 | Artista revelação                                       | Kick-Ass                                                | Venceu               |
| Central Ohio Film Critics Association              | 2011                 | Artista revelação                                       | Diary of a Wimpy Kid                                    | Venceu               |
| Central Ohio Film Critics Association              | 2011                 | Artista revelação                                       | Let Me In                                               | Venceu               |
| CinemaCon                                          | 2012                 | Estrela feminina de amanhã                              | Hugo                                                    | Venceu               |
| Empire Awards                                      | 2011                 | Melhor estreante                                        | Kick-Ass                                                | Venceu               |
| Empire Awards                                      | 2011                 | Melhor estreante                                        | Let Me In                                               | Venceu               |
| Fangoria Chainsaw Awards                           | 2011                 | Melhor atriz                                            | Let Me In                                               | Indicado             |
| Fright Meter Awards                                | 2011                 | Melhor atriz                                            | Let Me In                                               | Venceu               |
| Gay and Lesbian Entertainment Critics Association  | 2011                 | Estrela em ascensão                                     | Kick-Ass                                                | Indicado             |
| Golden Schmoes Awards                              | 2010                 | Melhor atriz coadjuvante do ano                         | Kick-Ass                                                | Venceu               |
| Golden Schmoes Awards                              | 2010                 | Melhor performance de novata do ano                     | Kick-Ass                                                | Venceu               |
| IGN Summer Movie Awards                            | 2010                 | Melhor atriz                                            | Kick-Ass                                                | Venceu               |
| Jupiter Award                                      | 2014                 | Melhor atriz internacional                              | Carrie                                                  | Indicado             |
| Las Vegas Film Critics Society Awards              | 2010                 | Juventude em cinema                                     | Kick-Ass                                                | Indicado             |
| MTV Movie Awards                                   | 2011                 | Melhor luta (com Mark Strong)                           | Kick-Ass                                                | Indicado             |
| MTV Movie Awards                                   | 2011                 | Maior estrela "mauzão"                                  | Kick-Ass                                                | Venceu               |
| MTV Movie Awards                                   | 2011                 | Melhor estrela                                          | Kick-Ass                                                | Venceu               |
| MTV Movie Awards                                   | 2013                 | Maior adolescente "mauzão" do verão                     | Kick-Ass 2                                              | Venceu               |
| Online Film & Television Association               | 2011                 | Melhor performance de jovem                             | Kick-Ass                                                | Indicado             |
| Online Film & Television Association               | 2012                 | Melhor atriz convidada em série de comédia              | 30 Rock                                                 | Indicado             |
| Online Film & Television Association               | 2013                 | Melhor atriz convidada em série de comédia              | 30 Rock                                                 | Indicado             |
| People's Choice Awards                             | 2012                 | Estrela de cinema favorita abaixo dos 25                | Hugo                                                    | Venceu               |
| People's Choice Awards                             | 2015                 | Atriz favorita em filme dramático                       | If I Stay                                               | Venceu               |
| Phoenix Film Critics Society Awards                | 2010                 | Melhor performance de jovem atriz principal             | Let Me In                                               | Indicado             |
| Phoenix Film Critics Society Awards                | 2010                 | Melhor atriz coadjuvante                                | Kick-Ass                                                | Indicado             |
| Phoenix Film Critics Society Awards                | 2010                 | Melhor desempenho                                       | Kick-Ass                                                | Venceu               |
| Phoenix Film Critics Society Awards                | 2011                 | Melhor performance de jovem atriz coadjuvante           | Hugo                                                    | Indicado             |
| SFX Awards                                         | 2011                 | Melhor atriz                                            | Kick-Ass                                                | Indicado             |
| Scream Awards                                      | 2010                 | Melhor atriz em filme de fantasia                       | Kick-Ass                                                | Indicado             |
| Scream Awards                                      | 2010                 | Melhor superheroína                                     | Kick-Ass                                                | Indicado             |
| Scream Awards                                      | 2010                 | Melhor desempenho feminino                              | Kick-Ass                                                | Venceu               |
| Scream Awards                                      | 2011                 | Melhor atriz em filme de horror                         | Let Me In                                               | Venceu               |
| St. Louis Film Critics Association                 | 2010                 | Mérito especial (como Hit-Girl)                         | Kick-Ass                                                | Indicado             |
| Teen Choice Awards                                 | 2010                 | Melhor desempenho feminino                              | Kick-Ass                                                | Indicado             |
| Teen Choice Awards                                 | 2015                 | Atriz escolhida em filme de drama                       | If I Stay                                               | Indicado             |
| The Joey Awards                                    | 2014                 | Melhor atriz                                            | Carrie                                                  | Venceu               |
| Women in Film Crystal + Lucy Awards                | 2012                 | Rosto do futuro                                         | Hugo                                                    | Venceu               |
| Young Artist Awards                                | 2006                 | Melhor performance de jovem atriz                       | The Amityville Horror                                   | Indicado             |
| Young Artist Awards                                | 2007                 | Melhor performance de jovem atriz em série de comédia   | Desperate Housewives                                    | Indicado             |
| Young Artist Awards                                | 2007                 | Melhor performance de jovem atriz                       | Big Momma's House 2                                     | Indicado             |
| Young Artist Awards                                | 2008                 | Melhor performance de jovem atriz dubladora             | My Friends Tigger & Pooh                                | Indicado             |
| Young Artist Awards                                | 2008                 | Melhor performance de jovem atriz em série de televisão | Dirty Sexy Money                                        | Indicado             |
| Young Artist Awards                                | 2009                 | Melhor performance de jovem atriz dubladora             | My Friends Tigger and Pooh: The Hundred Acre Wood Haunt | Indicado             |
| Young Artist Awards                                | 2010                 | Melhor jovem atriz coadjuvante                          | (500) Days of Summer                                    | Indicado             |
| Young Artist Awards                                | 2011                 | Melhor performance de jovem atriz                       | Kick-Ass                                                | Indicado             |
| Young Artist Awards                                | 2011                 | Melhor performance em um filme (com elenco)             | Let Me In                                               | Indicado             |
| Young Artist Awards                                | 2011                 | Melhor performance em um filme (com elenco)             | Diary of a Wimpy Kid                                    | Venceu               |
| Young Artist Awards                                | 2012                 | Melhor performance de jovem atriz principal             | Hugo                                                    | Venceu               |